# Hnutí za národní osvobození
Hnutí za národní osvobození (francouzsky Mouvement de Libération Nationale, MLN) byla politická strana v Burkině Faso založená roku 1958. V roce 1974 byla zakázána.

## Historie
Strana byla původně založena v srpnu 1958 v senegalském Dakaru Josephem Ki-Zerbem. Ten stranu založil za účelem propagace hlasování pro ne v ústavním referendu konaném v září téhož roku. Poté, co 99 % voličů hlasovalo pro novou ústavu, přestěhoval se Ki-Zerbo do Guineje, která se jako jediná stavěla proti nové ústavě a následně se osamostatnila.
V roce 1970 Ki-Zebro stranu obnovil, aby kandidovala v parlamentních volbách konaných téhož roku. Ve volbách strana získala 11 % hlasů, což ji zajistilo 6 z 57 sedadel v Národním shromáždění. V roce 1974 byla strana zakázána.